# Impossibilità genetica
L'impossibilita genetica di un contratto è un difetto dell'oggetto ed è causa di nullità del contratto stesso. Tale patologia deve esistere già alla stipulazione del contratto.

## Distinzione tra impossibilità genetica e impossibilità funzionale
La distinzione tra l'impossibilità genetica e l'impossibilità funzionale è caratterizzata da quando l'impossibilità di adempiere al contratto si è verificata. Se tale impossibilità è preesisente rispetto all'accordo, allora si ricade nell'impossibilità genetica, determinando la nullità del contratto. Nel caso in cui tale impossibilità sia successiva alla stipulazione, il contratto resta valido e l'ordinamento giuridico fornisce lo strumento della risoluzione alla parte che si reputa danneggiata.